# Abu Zabi

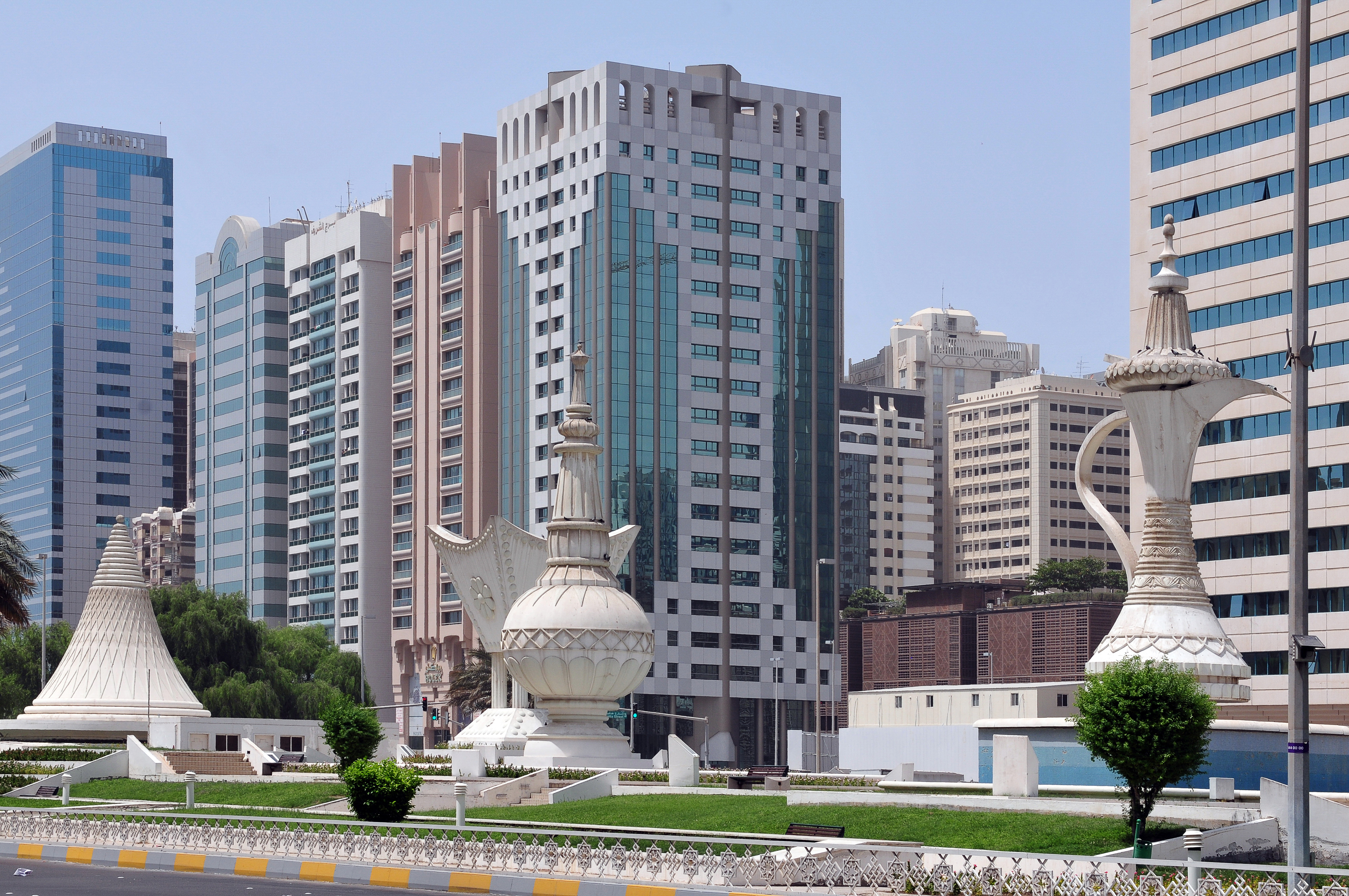
Centrum miasta

Kompleks pięciu budynków Etihad Towers w Abu Zabi wybudowanych przez Grocon

Capital Gate

Abu Zabi (arab. ‏أبو ظبي‎, Abū Ẓaby) – stolica Zjednoczonych Emiratów Arabskich, a także emiratu o tej samej nazwie. Drugie (po Dubaju) pod względem ludności miasto kraju. W 2020 roku liczyło ok. 1,5 mln mieszkańców.

## Położenie
Miasto jest położone na wyspie Abu Zabi oraz kilku mniejszych przybrzeżnych wyspach w Zatoce Perskiej (np. Zirkuh) i na stałym lądzie.
Połączone jest z lądem trzema mostami (od południa):
- Mussafah Bridge
- Maqta Bridge
- Sheikh Zayed Bridge

## Klimat
Klimat w mieście jest gorący i suchy. Temperatury często przekraczają 40 stopni Celsjusza, a opady nie sięgają 100 mm na rok.

## Gospodarka
Abu Zabi jest ważnym centrum gospodarczym, finansowym i kulturalnym, a także ważnym portem morskim i rybackim. Rozwój miasta nastąpił w związku z  wydobyciem ropy naftowej. Znajdują się tam rafinerie ropy naftowej i gazu ziemnego, odsalarnia wody morskiej i międzynarodowy port lotniczy. Miasto jest połączone z lądem autostradą.
W Abu Zabi znajduje się największy meczet w kraju – Wielki Meczet Szejka Zajida (8. pod względem wielkości na świecie). W Abu Zabi znajduje się także najbardziej luksusowy hotel na świecie Emirates Palace.

## Kultura
- Luwr Abu Zabi (zał. 2017) – placówka posiada w kolekcji obraz Leonarda da Vinci pt. Zbawiciel świata[2].

## Nauka i oświata
Miasto jest siedzibą uniwersytetu.

## Miasta partnerskie
- Betlejem, Palestyna
- Madryt, Hiszpania
- Houston, Stany Zjednoczone
- Brisbane, Australia
- Islamabad, Pakistan
- Mińsk, Białoruś
- Nikozja, Cypr
- Iquique, Chile
- Dżakarta, Indonezja
- Roskilde, Dania